# Смирновский сельсовет (Нижегородская область)
Смирновский сельсовет — сельское поселение в составе Шатковского района Нижегородской области.
Административный центр — село Смирново.

## История
Статус и границы сельского поселения установлены Законом Нижегородской области от 15 июня 2004 года № 60-З «О наделении муниципальных образований — городов, рабочих посёлков и сельсоветов Нижегородской области статусом городского, сельского поселения».

## Население
| 2002  | 2010  | 2012  | 2013  | 2014  | 2015  | 2016  |
| ----- | ----- | ----- | ----- | ----- | ----- | ----- |
| 1603  | ↘1491 | ↘1459 | ↘1427 | ↘1389 | ↘1356 | ↘1342 |
| 2017  | 2018  | 2019  | 2020  | 2021  |       |       |
| ↘1315 | ↘1295 | ↘1273 | ↘1246 | ↘1118 |       |       |

## Состав сельского поселения
| № | Населённый пункт | Тип населённого пункта       | Население |
| - | ---------------- | ---------------------------- | --------- |
| 1 | Алемаево         | село                         | ↘445      |
| 2 | Богдановка       | посёлок                      | →11       |
| 3 | Вечкусово        | село                         | ↘240      |
| 4 | Крапивка         | деревня                      | ↘7        |
| 5 | Починки          | село                         | ↘15       |
| 6 | Путятино         | село                         | ↘30       |
| 7 | Смирново         | село, административный центр | ↗743      |